# كأس برانس
كأس برانس  (بالإنجليزية: Pyrenees Cup)‏ بطولة كرة قدم كانت تجمع أفضل الفرق في منطقة جبال البرانس في اوروبا التي تقع بين إسبانيا وفرنسا وتضم فرق من لانغيدوك، ميدي، أكيتين في فرنسا، والباسك وكاتالونيا في إسبانيا.
اقيمت أول بطولة عام 1910 ، واستمرت سنويا حتى عام 1914 قبل أن تتوقف بذلك العام، حقق نادي برشلونة لقب البطولة 4 مرات اعوام 1910, 1911, 1912, 1913, وحقق نادي أف سي اسبانيا دي برشلونة اللقب عام 1914.